# 1878 في فنزويلا
فيما يلي قوائم الأحداث التي وقعت خلال عام 1878 في فنزويلا.

## سياسة

### انتهاء فترة المنصب
- 30 نوفمبر – فرانسيسكو ليناريس الكانتارا رئيس فنزويلا.

## مواليد

### يناير
- 1 يناير – ارتورو اروجو سياسي سلفادوري.

## وفيات

### نوفمبر
- 30 نوفمبر – فرانسيسكو ليناريس الكانتارا (مواليد 1825) سياسي فنزويلي.